# Lymphocyte T

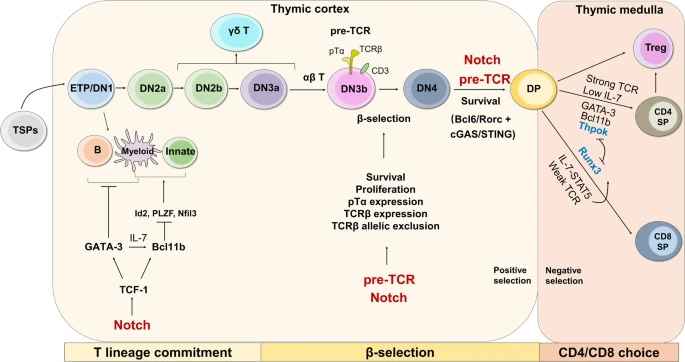
Aperçu du développement des lymphocytes et du mécanisme de régulation. Le développement des lymphocytes T passe par trois étapes clés : l'engagement dans la lignée des lymphocytes T, la sélection β et le choix de la lignée CD4/CD8, où les lymphocytes T subissent des étapes de développement séquentielles, depuis les cellules progénitrices thymocytaires jusqu'aux double négative, double positive et simple positive. Les précurseurs T précoces (Early T precursor ou ETP) ou doubles négatives 1 possèdent le potentiel de se différencier en cellules B, en cellules myéloïdes et en cellules NK, tandis que les doubles négatives 3 peut se différencier en cellules T γδ. Induits par la signalisation Notch, les facteurs de transcription TCF-1, GATA-3 et BCL11B jouent un rôle essentiel dans la promotion de l'engagement de la lignée des lymphocytes T en limitant la différenciation des autres lignées. Un complexe pré-récepteur des lymphocytes T composé de molécules TCRβ, pTα et CD3 sur le double négative 3 renforce la sélection β et le développement de double négative 3 à double négative 4. Les signalisations pré-TCR et Notch jouent un rôle essentiel dans la sélection β et la transition double négative vers double positive. À la suite d'une sélection positive et négative dans le cortex thymique et la moelle, respectivement, les cellules doubles se différencient soit en CD4+ simple positive sous la régulation d'un récepteur des lymphocytes T fort et du facteur de transcription ThPOK, soit en CD8+ simple positive sous la régulation d'un récepteur des lymphocytes T faible et du facteur de transcription RUNX3.

Les lymphocytes T, ou cellules T, sont une catégorie de leucocytes qui jouent un grand rôle dans la réponse immunitaire adaptative. « T » est l'abréviation de thymus, l'organe dans lequel leur développement s'achève.
Ils sont responsables de l'immunité cellulaire : les cellules infectées par un virus par exemple, ou les cellules cancéreuses reconnues comme étrangères à l'organisme (c'est-à-dire distinctes des cellules que les lymphocytes T ont appris à tolérer lors de leur maturation) sont détruites par un mécanisme complexe.
Les lymphocytes T expriment tous le marqueur membranaire CD3 qui est indispensable pour l'activation de leur récepteur.

## Types
Les lymphocytes T sont divisés en conventionnel et non conventionnel par leur capacité à reconnaitre le complexe majeur d'histocompatibilité de classe II ou le complexe majeur d'histocompatibilité de classe I et leur type de récepteur.

### Lymphocyte T conventionnel
CD4 et CD8 font référence aux antigènes caractéristiques à la surface des différents sous-types de lymphocytes T. Ces molécules CD sont des marqueurs diagnostiques utiles pour identifier et quantifier ces cellules par cytométrie au moyen d'anticorps dirigés contre eux. Anciennement, au lieu de CD4 et CD8, etc., on parlait de OKT4 et OKT8, etc. et même de T4 et T8. En réalité, OKT (3 4 ou 8) est le nom générique d'une classe d'anticorps monoclonaux thérapeutiques grâce auxquels on a pu caractériser les antigènes CD3, CD4 et CD8 à la surface des lymphocytes T.

#### Lymphocyte T CD4+ ou T helper
Les lymphocytes T auxiliaires (TCD4 ou T helper) sont des intermédiaires de la réponse immunitaire et prolifèrent pour activer en quantité d'autres types de cellules qui agiront de manière plus directe sur la réponse. Les T auxiliaires régulent ou « aident » à la réalisation d'autres fonctions lymphocytaires. Elles portent à leur surface un marqueur, CD4. On sait qu'elles sont la cible de l'infection au VIH, qui entraîne la chute de leur effectif. Les CD4+ comprennent plusieurs sous types déterminés par exposition aux cytokines et par des facteurs de transcription

##### Lymphocyte T CD4+ régulateur
Les lymphocytes T régulateurs (Treg) aident à prévenir l'activation des lymphocytes auto-immuns qui détruisent les cellules de leur propre organisme. Auparavant appelés « T suppresseurs », ils sont très importants pour le maintien de l'homéostasie. Le rôle principal est de réprimer l’activité des cellules de l’immunité, soit auto-immune, soit en fin de réaction immunitaire. Ils se distinguent facilement des autres lymphocytes T : ils portent à leur surface les marqueurs CD4 et CD25 à leur état basal, et expriment la molécule FOXP3 dans leur cytosol.

#### Lymphocyte T CD8+ ou T cytotoxique
Les lymphocytes T cytotoxiques (TCD8 ou T killer) détruisent les cellules infectées, et sont donc dites cytotoxiques. Elles détruisent des cellules cibles qui présentent des antigènes spécifiques à travers le complexe majeur d'histocompatibilité de classe I. Elles portent à leur surface un marqueur, CD8 ;

### Lymphocyte T non conventionnel

#### Lymphocyte NKT
Les lymphocytes NKT sont un type de lymphocytes présentant des marqueurs de cellule T (CD3) et des marqueurs de cellules NK. Ils sont donc un lien entre le système immunitaire inné et le système immunitaire adaptatif. Contrairement aux lymphocytes T conventionnels, dont le TCR reconnaît un peptide présenté dans une molécule du complexe majeur d'histocompatibilité (CMH), les NKT sont capables de reconnaître un glycolipide présenté dans une molécule appelé CD1d, structurellement proche du CMH de classe I. Une fois activés, les NKT sont capables de lyser les cibles et de sécréter des cytokines ;

#### Lymphocyte MAIT
Les lymphocytes MAIT, ou « lymphocytes T invariants associés aux muqueuses », disposant d'un TCR semi-invariant.

#### Lymphocyte T γδ
Les lymphocytes T γδ représentent une population de cellules T ayant un TCR (récepteur de cellule T ou T-Cell Receptor) particulier. La plupart des T possèdent un TCR composé de deux glycoprotéines, les chaînes α et β. Cependant, les cellules γδ possèdent un TCR fait d’une chaîne γ et d’une chaîne δ. Ces lymphocytes sont moins abondants que les αβ (ils représentent 5 % du total des lymphocytes T), mais se retrouvent en plus grande quantité dans la muqueuse intestinale, parmi la population lymphocytaire nommée lymphocytes intra-épithéliaux. Le déterminant antigénique auquel répondent ces lymphocytes est inconnu à l’heure actuelle. Leur TCR ne semble pas restreint à la reconnaissance d’un peptide, mais serait capable de réagir à la présence d’une protéine entière, sans nécessiter la présentation via les molécules du CMH. Il a été montré que les lymphocytes γδ pouvaient être activés via le CD1, molécule apparentée au CMHI mais présentant des lipides glycosylés ou non.
L'immunité cellulaire (la réponse immunitaire vis-à-vis d'organismes pathogènes à l'intérieur des cellules) implique l'activation des cellules T.

## Recombinaison V(D)J

### Recombinaison VDJ du récepteur des cellules T

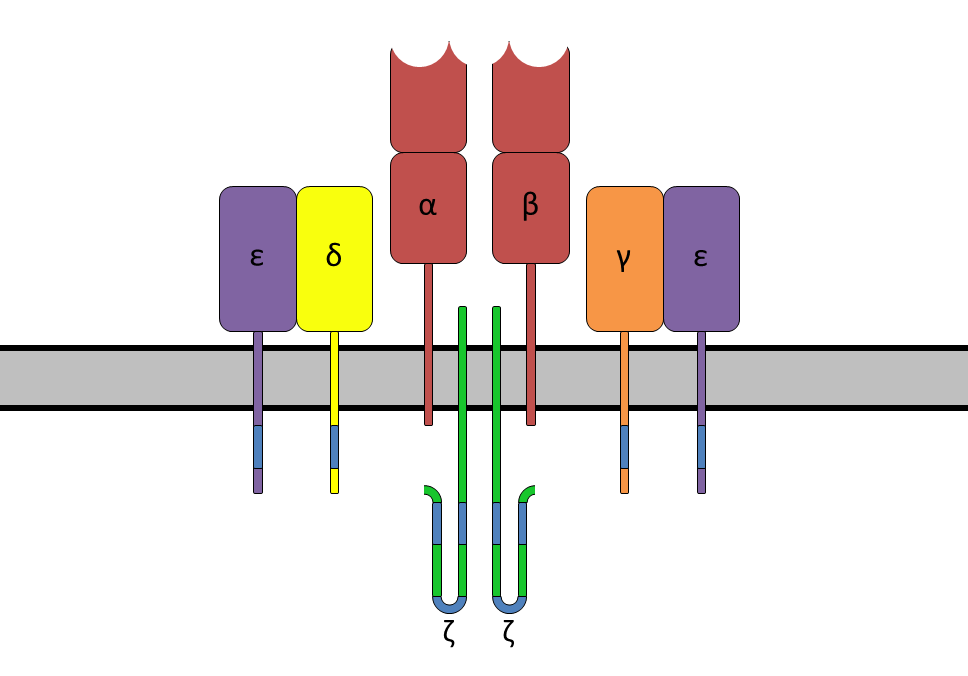
Le récepteur des cellules T composé des chaînes TCR-α et TCR-chaînes β associés au CD3 et à une chaîne ζ. Les hétérodimères du récepteurs contiennent des liaisons disulfure intramoléculaires et intermoléculaires. Des motifs ITAM apparaissent en bleu sur la queue des sous-unités du CD3. En l'absence de présentation de l'antigène par un complexe majeur d’histocompatibilité, la partie intracellulaire des molécules CD3 forme une conformation étroite dans laquelle les ITAM sont inaccessibles aux kinases pour la phosphorylation

La plupart des récepteurs des cellules T sont des hétérodimères formés à partir d’une chaîne alpha et d’une chaîne bêta. Les gènes codant les protéines du récepteur des cellules T sont structurellement semblables à ceux des immunoglobulines. Ils contiennent de nombreux domaines V, D et J pour les chaînes bêta, et seulement V et J pour les chaînes alpha. Ces locus sont réarrangés pendant le développement des lymphocytes T, ce qui leur donne leur spécificité antigénique.[réf. nécessaire]
Pendant le développement des lymphocytes T, les gènes codant les sous-unités constituant le récepteur des cellules T (TCR) recombinent selon le même modèle que celui décrit pour les immunoglobulines. La recombinaison DJ concerne d’abord la chaîne bêta. Ce processus peut concerner ou bien la jonction du segment Dβ1 et l’un des six segments Jβ1 ou bien la jonction du segment Dβ2 avec l’un des six segments Jβ2. Comme décrit ci-dessus, la recombinaison DJ est complétée par un réarrangement Vβ-to-DβJβ. Tous les gènes situés dans les intervalles du complexe Vβ-Dβ-Jβ sont éliminés et le transcrit primaire synthétisé comporte le segment constant(Vβ-Dβ-Jβ-Cβ). Les modifications post-transcriptionnelles éliminent les introns et la traduction de l’ARNm produit la protéine TCR β.
La recombinaison de la chaîne alpha se fait après la chaîne beta. Elle est semblable au réarrangement des chaînes légères des immunoglobulines (VJ). L’assemblage d’une chaîne β et α forme le TCR αβ qui est présent sur la surface d’une majorité de lymphocytes T.

### Remarque
Il existe deux grands types de récepteur des cellules T : αβ et γδ. Bien que les fonctions des lymphocytes portant ces deux types de récepteur des cellules T différent, les locus de gènes codant les protéines γ et δ sont recombinées de la même manière.
Une absence de la protéine Artemis impliquée dans ce processus de recombinaison non homologue va bloquer la recombinaison V(D)J. La diversification des lymphocytes T et B est entravée, voire totalement interrompue. Leur absence dans le système immunitaire peut être la cause de différentes maladies immunodéficientes.

## Développement thymique
La formation des lymphocytes T débute chez l'adulte dans la moelle osseuse et chez l'embryon dans le foie fœtal. Un progéniteur T dont on ne connait toujours pas la nature, quitte la moelle osseuse ou le foie fœtal et colonise le thymus.
Ce progéniteur pourrait être la cellule souche hématopoïétique, le MPP (multipotent progenitor), le LMPP (lympho-myeloid prime progenitor), le ELP (early lymphoid progenitor) ou le CLP (common lymphoid progenitor). Il semblerait que le progéniteur doive exprimer le CCR9 (récepteur de la chimiokine CCL25) pour entrer dans le thymus.
Au sein du thymus on distingue avec les marqueurs CD8 et CD4 trois stades successifs : un stade double négatif DN (CD4- CD8-), un stade double positif DP (CD4+ CD8+) et un stade simple positif (CD4+ CD8- ou CD4- CD8+). Au sein des doubles négatifs avec les marqueurs CD44 et CD25 on observe quatre populations : DN1 CD44+ CD25-, DN2 CD44+ CD25+, DN3 CD44- CD25+ et DN4 CD44- CD25-.
En résumé, au sein du thymus on a successivement les stades : DN1 DN2 DN3 DN4 double positifs et simple positif. Les cellules simples positives se différencient en lymphocyte T naïfs.
La spermine (une des polyamines très courantes) semble jouer un rôle important pour les thymocytes,,,,.

### Entrée des progéniteurs T dans le thymus
La colonisation du thymus par les progéniteurs lymphoïdes commence au jour 11.5 de l’embryogenèse chez la souris (E11.5) et dans la huitième semaine de gestation dans l'espèce humaine, et est dirigé par au moins deux différentes voies :
- une voie indépendante du système vasculaire, qui arrive probablement pendant les premiers stades du développement embryonnaire, avant la vascularisation du thymus. Cette colonisation indépendante du thymus fœtal serait régulé par l'attraction chimiotactique des progéniteurs lymphoïdes vers le primordium thymique. Deux chimiokines en particulier, CC-chemokine ligand 21 (CCL21) et CCL25, qui sont exprimés par le primordium fœtal parmi d'autres chimiokines[12],[13] auraient des rôles partiels mais significatifs dans ce stade précoce de la colonisation thymique[14]. Il a également été montré que CXC-chemokine ligand 12 (CXCL12) et son récepteur CXCR4 ne sont pas impliqués dans la colonisation thymique[15] ;
- une voie dépendante du système vasculaire, qui arrive probablement dans les stades tardifs de l'embryogenèse et de façon post-natale, après la vascularisation. Dans le thymus post-natal, les progéniteurs lymphoïdes entrent dans le thymus par transmigration du sang vers la jonction cortico-médullaire, où le système vasculaire est bien développé[16]. Si le rôle des chimiokines dans la colonisation du thymus post-natal n'est pas très clair, il semblerait que chez l'adulte cette colonisation soit régulée par l'interaction adhésive entre le platelet (P)-selectin glycoprotein ligand 1 (PSGL1), qui est exprimé par les progéniteurs lymphoïdes circulants, et la sélectine P, qui est exprimée par les cellules de l'endothélium thymique[17].

L'entrée des progéniteurs lymphoïdes dans le thymus n'est pas un événement continu mais périodique qui se produit par vagues pendant l'embryogenèse et à l'âge adulte,,. Pendant l'embryogenèse, les vagues distinctes de cellules ayant colonisé le thymus donnent naissance à des lignées de lymphocytes T γδ avec différentes utilisations des chaînes Vγ et Vδ du TCR, indiquant que les progéniteurs qui colonisent le thymus fœtal diffèrent dans leur potentiel développemental des progéniteurs lymphoïdes T qui entrent dans le thymus post-natal,,,,.

### Formation du cortex et trafic sortant
À la suite de leur entrée dans le thymus, les progéniteurs lymphoïdes commencent leur développement en lymphocytes T par une voie développementale communément identifiée par l'expression de CD25 et de CD44, jusqu'au stade double-négatif 3 (DN3),, caractérisé par le profil d'expression CD4- CD8- CD25+ CD44−. Seules les cellules qui réussissent le réarrangement du gène codant la chaîne β du TCR sont sélectionnés pour une différenciation future après ce stade DN3. Le développement initial des thymocytes jusqu'au stade DN3 est promu par la voie Notch et ses ligands Delta, et est supporté par des signaux délivrés par l'interleukine-7 (IL-7),, qui proviennent des cellules épithéliales du cortex thymique (cTECs). Le long de cette voie développementale, les thymocytes DN immatures promeuvent la différenciation des cellules stromales thymiques et déclenchent la formation de l'environnement cortico-épithélial du thymus,,,. Chez les souris dont le développement thymique au-delà du stade DN1 est déficient, les cellules épithéliales thymiques (TECs) arrêtent leur développement dans un stade immature, dans lequel elles expriment à la fois la kératine 5 et la kératine 8. Elles sont alors incapables de se différencier en cTECs qui expriment la kératine 8 mais pas la kératine 5. En conséquence, le thymus de ces souris ne forme pas de cortex histologiquement normal et contient de larges cystes,. Cependant, chez les souris dont le développement thymique est défaillant après le stade DN3, telles que les souris déficientes pour le gène activant la recombinaison 1 (RAG-1), le cortex et les cTECs kératine 5− kératine 8+ associées sont normalement générés dans le thymus. Ainsi, la différenciation des thymocytes du stade DN1 au stade DN3 régule la différenciation des précurseurs TEC en cTECs qui forment l'environnement cortical du thymus.
D'une manière concomitante, les thymocytes DN se relocalisent vers l'extérieur, depuis la jonction cortico-médullaire vers la région subcapsulaire du cortex thymique. De nombreux récepteurs de chimiokines, incluant CXCR4, CCR7 et CCR9, sont vraisemblablement impliqués dans le mouvement de ces thymocytes immatures : en effet, les thymocytes DN CXCR4-déficients ne parviennent pas à se diriger efficacement depuis la jonction cortico-médullaire vers le cortex et ne peuvent pas se différencier au-delà des stades DN. De plus, les thymocytes DN2 déficients pour CCR7 (le récepteur de CCL19 et CCL21) s'arrêtent en partie dans la jonction cortico-médullaire. En revanche, si les thymocytes DN2 et DN3 des souris CCR9-déficientes sont distribuées normalement à travers le cortex, il ne parviennent pas à s'accumuler efficacement dans la région subcapsulaire.

### Sélection positive
Les lymphocytes doubles positifs migrent dans le cortex thymique, où ils sont mis en contact avec des antigènes peptidiques présentés dans les molécules du CMH des cellules épithéliales du cortex thymique. Seuls les lymphocytes qui sont capables de se lier à un complexe CMH-peptide avec suffisamment d’affinité reçoivent un signal de survie. Les autres vont mourir par apoptose et leur débris seront éliminés par des macrophages. Ce phénomène est appelé « sélection positive » car les cellules survivantes sont celles qui ont lié une interaction.
Selon la nature du CMH que leur TCR a pu lier, les lymphocytes doubles positifs perdent l'un des deux marqueurs. Les cellules dont le TCR peut lier des molécules du CMH de classe I gardent le CD8 et perdent le CD4; ceux qui lient une molécule de classe II perdent le CD8 et gardent le CD4.
En résumé, on garde les lymphocytes T qui reconnaissent le CMH du soi présentant un peptide.

### Sélection négative
Les cellules ayant survécu à la sélection positive vont migrer dans la moelle thymique (médulla). Une fois dans la médulla, les thymocytes sont mis à nouveau en présence de peptides issus du soi, c'est-à-dire des auto-antigènes présentés par les cellules dendritiques ou les cellules épithéliales médullaires complexés avec les molécules du CMH portées par des cellules épitheliales. Cette fois, ce sont les cellules dont le TCR interagit fortement avec les auto-antigènes qui vont mourir par apoptose secondaire à une hyperactivation. Comme cette fois ce sont les cellules qui ne lient pas d’interaction qui survivent, on parle de sélection négative. C’est ce phénomène qui permet l’élimination précoce de lymphocytes auto-réactifs qui sont la cause de maladies auto-immunes.
En résumé on élimine les lymphocytes reconnaissant fortement les peptides du soi présentés par le CMH.
Au moment où les lymphocytes naïfs quittent le thymus, ils sont incapables de réagir à la présence de « leur » peptide.

### Récepteur des cellules T
Le récepteur des cellules T (TCR) est un récepteur membranaire reconnaissant des peptides antigéniques présentés par la niche peptidique du CMH (de classe I et de classe II). Chaque lymphocyte T possède un TCR unique spécifique d'un peptide antigénique présenté par le CMH. Le TCR est formé de deux chaînes alpha et bêta pour les lymphocytes T alpha-bêta ou gamma-delta pour les lymphocytes T gamma-delta ; ces chaînes appartiennent à la super famille des immunoglobulines.
Chaque chaîne est issue d'une recombinaison génique des fragments VDJ réalisée par les enzymes RAG1 et RAG2 au sein du thymus. La recombinaison des chaînes bêta, gamma, delta débute au stade DN2 (double négatif, DN) et se poursuit jusqu'au stade DN3. Si les thymocytes réussissent le réarrangement de la chaine bêta (le TCR gamma-delta est réarrangé au stade DN3) les cellules se différencient alors en DN4 puis en double positif (cellules CD4+ et CD8+). Au stade double positif les cellules réarrangent la chaîne alpha du TCR puis subissent la sélection thymique.

## Activation

### Interactions cellulaires
Les lymphocytes T naïfs vont vers les ganglions lymphatiques et les lymphocytes T mémoires (formés après la première infection) sont circulants (sang, lymphes, ganglions, etc.).
Dans les ganglions lymphatiques les lymphocytes T naïfs rencontrent des cellules présentatrices d'antigènes (CPA) professionnelles, parmi lesquelles les cellules dendritiques (en grande majorité), les macrophages et les lymphocytes B. Les CPA professionnelles qui ont migré au sein des ganglions se mettent à interagir avec les lymphocytes T naïfs. Les lymphocytes T naïfs qui possèdent un récepteur des cellules T spécifique du complexe peptide-antigène s'activeront. La différenciation du lymphocyte T naïf en lymphocyte T activé nécessite :
- l'activation de son TCR par interaction avec le peptide présenté par le CMH des CPA ;
- la reconnaissance entre les molécules de co-stimulation des lymphocytes T (CD28) et leur ligands exprimés à la surface des CPA (CD80, CD86) ;
- la détection des cytokines sécrétées par les CPA.

### Interactions moléculaires
La première rencontre moléculaire est celle des molécules d'adhésion. Une fois ce contact établi, les TCR vont rencontrer les complexes CMH-peptides. En cas de rencontre épitope et paratope, la liaison de haute affinité entre le TCR et le CMH provoque la transduction de signaux dans le lymphocyte. C'est ce qu'on appelle le « premier signal ». Cette première activation va entrainer la synthèse de molécules CD28 et CD40L à la membrane du lymphocyte. Ces molécules vont interagir avec des protéines membranaires de la CPA: CD80 et CD86 pour CD28, CD40 pour le CD40L et enfin LFA-1 pour ICAM-1. En l'absence de ces molécules sur la CPA, l'activation du lymphocyte sera avortée. En revanche, si la liaison CD80/86- CD28 se fait, le lymphocyte sera activé. La liaison CD40/CD40L permet quant à elle l'activation finale des CPA qui vont sécréter des cytokines qui orienteront la réponse immunitaire induite tandis que la liaison LFA-1/ICAM-1 permet de stabiliser la liaison entre le TCR et le CMH.

### Constitution de la mémoire
Lors de l'activation d'un lymphocyte T naïf (première infection) il y a formation d'un certain nombre de lymphocytes T mémoires (issus de l'activation et de la différenciation d'un lymphocyte T naïf). Ces lymphocytes T mémoires sont circulants et « patrouillent » dans la lymphe, ganglions lymphatiques, sang, rate, etc. Leur seuil d'activation est plus faible comparé aux lymphocytes T naïfs, ce qui rend la réponse mémoire bien plus rapide et efficace. Il y a également dans le cas de la réponse mémoire plus de lymphocytes T mémoires (spécifiques du même antigène) que lors de la première infection.
Il existe aussi des lymphocytes B mémoires qui sont également formés après une première infection.

### Extinction de la réponse
Le facteur de nécrose tumorale contribue à l'élimination des lymphocytes T cytotoxiques activés. Une partie des cellules se différencie en cellules mémoires qui rendront les réponses ultérieures plus efficaces. En l'absence de signaux de survie, les autres cellules entrent de façon préprogrammée en apoptose. Les signaux de survie sont liés à des cytokines produites par des cellules non lymphocytaires : l'interleukine 7 pour la survie des cellules naïves et l'interleukine 15 pour les cellules mémoires.

## Lymphocyte T et pathologies

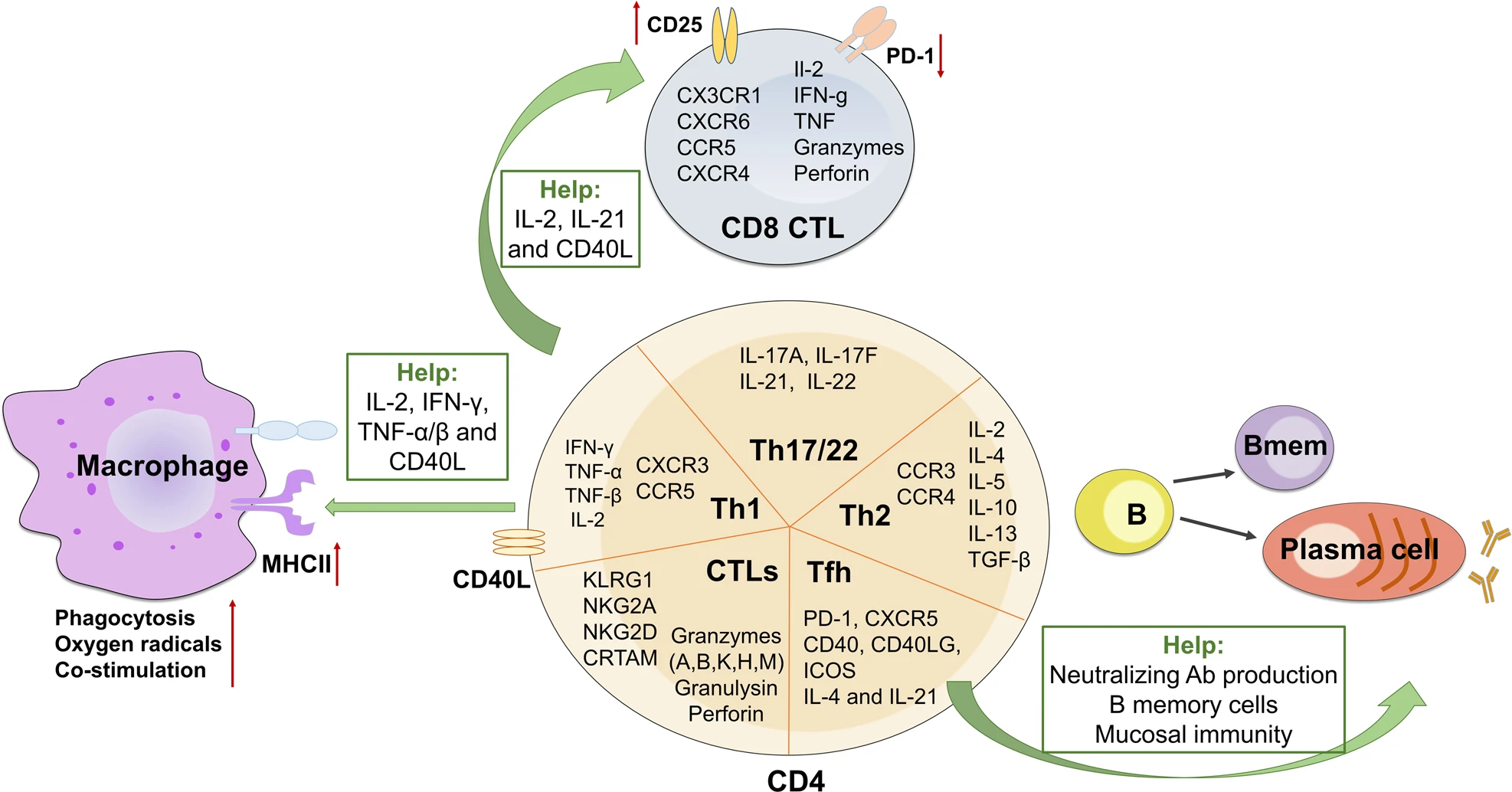
Les lymphocytes T effecteurs CD4+ et CD8+ contribuent à l’immunité infectieuse En réponse à une infection, les lymphocytes T CD8+ naïfs se développent en CTL CD8+ exprimant une gamme de récepteurs de chimiokines et de molécules effectrices, tandis que les lymphocytes T CD4+ naïfs se développent en sous-ensembles distincts pour exercer leurs fonctions. Les lymphocytes T CD4+ contribuent indirectement à l’élimination des agents pathogènes en aidant les macrophages, les lymphocytes T CD8+, les réponses des lymphocytes B et des anticorps.

### Infection aiguë et inflammation
Les agents microbiens, notamment les virus, les bactéries, les champignons et les protozoaires, peuvent provoquer des infections aiguës et chroniques chez les hôtes mammifères, entraînant diverses maladies parfois mortelles. Grâce aux progrès de la gestion de la santé publique et au développement de la vaccination, le nombre de décès dus à des infections pathogènes a considérablement diminué ces dernières années. Alors que les maladies infectieuses semblent avoir disparu de la conscience publique au cours des dernières années, la pandémie de COVID-19 due à l’infection par le coronavirus 2 du syndrome respiratoire aigu sévère a causé 660 millions de cas confirmés et 6,6 millions de décès à la fin de 2022, alertant le public du danger des agents pathogènes infectieux. Bien que le système immunitaire inné offre la défense de première ligne, les lymphocytes T jouent un rôle crucial dans l’immunité infectieuse, notamment en éliminant efficacement les agents pathogènes, en favorisant la réponse des lymphocytes B et la production d’anticorps, en contrôlant rapidement la réinfection et en assurant une protection à long terme par la formation de mémoire.

#### Les lymphocytes T  cytotoxiques (TCD8+) sont les agents protecteurs contre les infections aiguës
Les lymphocytes T CD8+ sont les principaux répondeurs à l’infection virale, mais participent également à la défense contre les agents pathogènes bactériens et protozoaires. Les lymphocytes T effecteurs CD8+ sécrètent des cytokines pro-inflammatoires telles que l’interféron-γ et le facteur de nécrose tumorale pour inhiber la réplication virale et expriment diverses chimiokines pour attirer d’autres cellules inflammatoires vers les sites d’infection.
Les infections aiguës, définies comme des infections de courte durée dans lesquelles les agents pathogènes sont rapidement éliminés après le pic de la réponse immunitaire, sont des infections provoquées par les agents pathogènes comme le virus de la chorioméningite lymphocytaire, la bactérie Listeria monocytogenes, le virus de la grippe, l'hépatite A ou le virus de la vaccine. La dynamique de la réponse des lymphocytes T CD8+ aux infections aiguës a été étudiée de manière approfondie La réponse des lymphocytes T CD8+ spécifiques à un antigène peut être grossièrement divisée en étapes distinctes : la phase d'expansion (0 à 7 jours) où les lymphocytes T CD8+ les cellules prolifèrent activement ; le pic d’expansion (jour 8) où les lymphocytes T effecteurs CD8+ atteignent le nombre maximum et cessent de proliférer ; la phase de contraction (8 à 15 jours) où la majorité des lymphocytes T effecteurs CD8+ subissent l'apoptose ; et la phase de mémoire (> 30 jours) avec seulement une petite population de cellules survivent et se différencient en types distincts de cellules mémoire,,,.
Les lymphocytes T mémoire se différencient tôt dès la première division des lymphocytes T CD8+ activés, dans lesquels les cellules exprimant fortement le facteur de transcription MYC et le facteur de transcription associé associé à BRG1 se différencient préférentiellement en cellules T cytotoxiques, tandis que celles avec un faible taux MYC et un faible taux de BRG1 se développent en cellules à mémoire.
Les cellules cellules T cytotoxiques expriment une gamme de molécules effectrices, notamment des granzymes cytotoxiques, de la perforine, des cytokines (interleukine 2, interféron-γ et facteur de nécrose tumoral), des chimiokines (CCL5 et CCL3) et des récepteurs de chimiokines (CX3CR1, CXCR6 et CCR5). Récemment, l’expression du récepteur de chimiokine CX3CR1 sur les lymphocytes T CD8+ a été utilisée pour classer les lymphocytes T effecteurs et mémoires.
Dans l’ensemble, les réponses des lymphocytes T CD8+ à différents agents pathogènes microbiens sont similaires en ce qui concerne la cinétique d’expansion et de contraction des lymphocytes T, la fonction et la régulation des effecteurs et la formation de la mémoire. Cependant, l’amorçage des lymphocytes T CD8+, la signalisation costimulatoire, la persistance de la réponse et l’intensité de l’inflammation peuvent être différents selon diverses infections pathogènes,,,.

#### Les lymphocytes T  auxiliaires (TCD4+)  dans les infections aiguës
Les lymphocytes T CD4+ jouent des rôles multiples dans la réponse à l'infection, contribuant ainsi à la protection contre un large éventail de microbes pathogènes. Les sous-ensembles lymphocytes Th1 et lymphocytes Th2 sont identifiés depuis longtemps comme des acteurs cruciaux de l’immunité protectrice contre les agents pathogènes.
Les cellules T CD4+ en réponse aux virus présentent principalement des phénotypes associés à Th1. La lignée Th1 est une caractéristique typique des infections pulmonaires et joue un rôle crucial dans la lutte contre Mycobacterium tuberculosis, le virus de la grippe, le staphylococcus aureus, le coronavirus du syndrome respiratoire du Moyen-Orient, le SRAS et le SARS-CoV-2,,,.
Les cellules Th1, caractérisées par l'expression des cytokines interféron gamma, facteur de nécrose tumorale et interleukine 2, des récepteurs de chimiokines CXCR3 et CR5 et des facteurs de transcription TBET et STAT4, combattent principalement les agents pathogènes intracellulaires des virus, bactéries, champignons et protozoaires.
En revanche, les cellules Th2, exprimant les cytokines interleukine 2, interleukine 4, interleukine 5, interleukine 10, interleukine 13, les récepteurs de chimiokines CCR3 et CCR4, ainsi que les facteurs de transcription GATA-3 et STAT6, sont de puissants moteurs du système immunitaire humoral, des réactions contre les parasites helminthiques extracellulaires et l'inflammation allergique,.

#### Le contrôle de l’infection repose sur l’aide des lymphocytes T CD4+
Les cellules T CD4+ sont indirectement impliquées dans le contrôle des agents pathogènes en régulant les fonctions d'autres cellules immunitaires, telles que l'activation des populations immunitaires innées, l'assistance à la réponse des lymphocytes T CD8+, la maturation des cellules B et la production d'anticorps. Les lymphocytes T CD4+, principalement la population Th1, jouent un rôle central dans l'activation des macrophages pro-inflammatoires par polarisation cellulaire en libérant les cytokines interleukine 2, interféron gamma et facteur de nécrose tumorale et en exprimant CD40L. Les macrophages activés augmentent leur efficacité antimicrobienne en augmentant la phagocytose microbienne, production d'oxyde nitrique et de radicaux oxygène, expression de molécules du CMH de classe II et d'un certain nombre de molécules co-stimulatrices pour une présentation efficace de l'antigène aux lymphocyte T  CD8+ T. Les macrophages activés sont également importants pour éliminer efficacement les agents pathogènes intracellulaires tels que les mycobactéries qui se développent principalement à l'intérieur des macrophages et sont protégés des lymphocytes cytotoxiques et des anticorps neutralisants.

### Infection chronique et cancer
Contrairement aux infections aiguës, la stimulation antigénique est persistante dans les infections chroniques et le cancer. Il est désormais bien admis que la plupart des lymphocytes T dans de telles circonstances adoptent une trajectoire de différenciation unique : l'épuisement lymphocytaire,. Des lymphocytes T épuisés (Tex) ont été identifiés dans de nombreuses infections virales chroniques, telles que le VIH, le virus de l'hépatite B, le virus de l'hépatite C et le virus de la chorioméningite lymphocytaire,, et dans presque tous les cancers humains,. De nombreuses études récentes au niveau cellulaire ont révélé que les cellules Tex constituent des populations hétérogènes avec des signatures transcriptionnelles, épigénétiques et fonctionnelles distinctes, jouant un rôle essentiel dans la protection contre les infections et tumeurs. La découverte de cellules souches progénitrices CD8+ Tex (Tpex), et la levée de l'épuisement cellulaire par le blocage des points de contrôle immunitaire, attire une grande attention dans le domaine de la recherche préclinique et clinique pour le développement d'immunothérapies anticancéreuses de nouvelle génération.